# Antacida

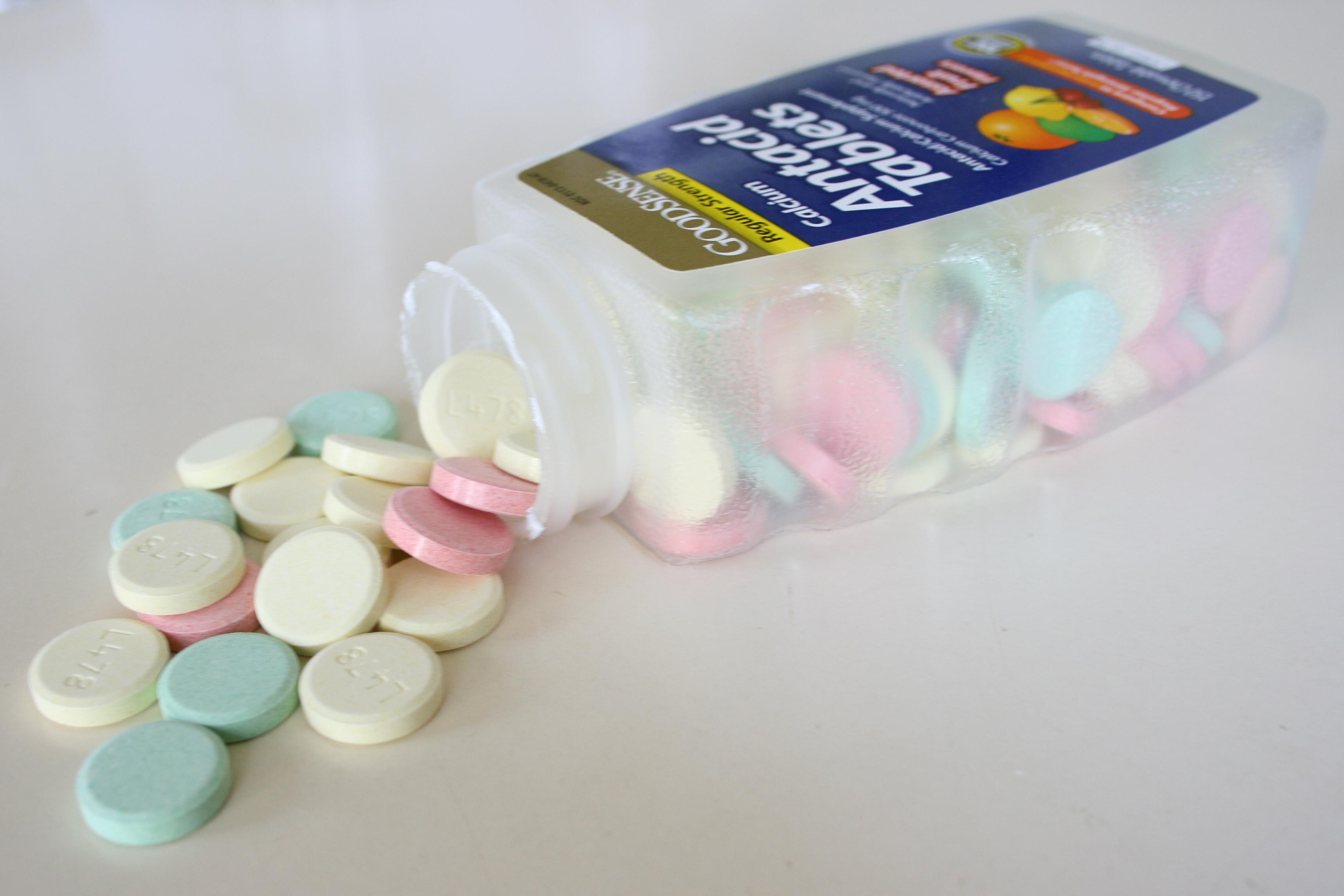
Exempel på hur läkemedlet kan se ut

Antacida är en grupp läkemedel med ATC-koden A02A som verkar genom att neutralisera den saltsyra som ingår i magsäckens magsaft. Gruppen används som magsyraneutraliserande egenvårdsläkemedel och ger snabb men kortvarig effekt vid halsbränna och sura uppstötningar. Den syrabindande effekten varierar beroende på läkemedel. De verksamma ämnena kan till exempel vara aluminiumhydroxid, magnesiumhydroxid, kalciumkarbonat, natriumvätekarbonat och magnesiumkarbonat. Ofta används en blandning av några av dessa ämnen. 
Halsbränna och sura uppstötningar orsakas av att magsaft tränger upp i matstrupen från magsäcken. Slemhinnan i magsäcken tål den starka magsaften, däremot är slemhinnan i matstrupen känsligare. Om man får upp stora mängder syra, eller om syran får ligga kvar för länge och irritera i matstrupen, får man halsbränna. Antacida binder saltsyran i magen och minskar därigenom surheten.

## Läkemedelsform
Antacida intas vanligen i form av tuggtabletter men finns även som pulver som blandas i vatten. En annan variant är färdigblandad oral suspension, men det finns inte längre några godkända läkemedel i Sverige med denna beredningsform.

## Exempel på antacida
- Novalucol
- Novaluzid
- Rennie
- Samarin